# Georges Bach
Georges Bach (* 12. června 1955, Lucemburk) je lucemburský politik a odborář a od roku 2009 poslanec Evropského parlamentu.
Od roku 1974 byl zaměstnaný v Société Nationale des Chemins de Fer Luxembourgeois (lucemburský národní železniční dopravce). Angažoval se do činnosti odborů. V roce 2003 se stal předsedou Svazu křesťanských pracovníků v dopravě (Federatioun vun den chrëschtlechen Transportaarbechter) a také předsedou unie Syprolux, působící v odvětví železniční dopravy.
V evropských volbách v roce 2009 kandidoval za Chrëschtlech Sozial Vollekspartei (Křesťanskosociální lidová strana) do Evropského parlamentu. V Europarlamentu se přidal ke Evropské lidové straně (EPP) a stal se také členem Výboru pro dopravu a cestovní ruch.